# Geografia Saint Kitts i Nevis

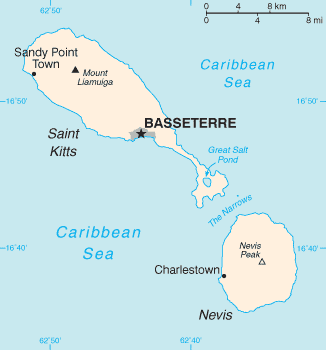
Mapa wysp

Saint Kitts i Nevis zwane też Saint Christopher i Nevis to jedno z najmniejszych państw wyspiarskich na świecie. Leży w Ameryce Środkowej, na wyspach Saint Kitts i Nevis w Małych Antylach na wschodniej krawędzi Morza Karaibskiego. Zaliczane jest do Wysp Nawietrznych, natomiast zgodnie z podziałem anglosaskim należy do Leeward Islands (dawniej nazywanych po polsku Wyspy Podwietrzne). Ten górzysty kraj cechuje się wilgotnym, tropikalnym klimatem. Został odkryty przez Krzysztofa Kolumba w 1493 roku.

## Powierzchnia i skrajne punkty
Powierzchnia – 267 km².
Skrajne punkty: północny 17°07'N, południowy 17°30'N, zachodni 62°53'W, wschodni 62°44'W. Wyspy ułożone w kierunku północny zachód-południowy wschód rozciągają się na długości około 45 km.
Linia brzegowa – 135 km.

## Budowa geologiczna i rzeźba

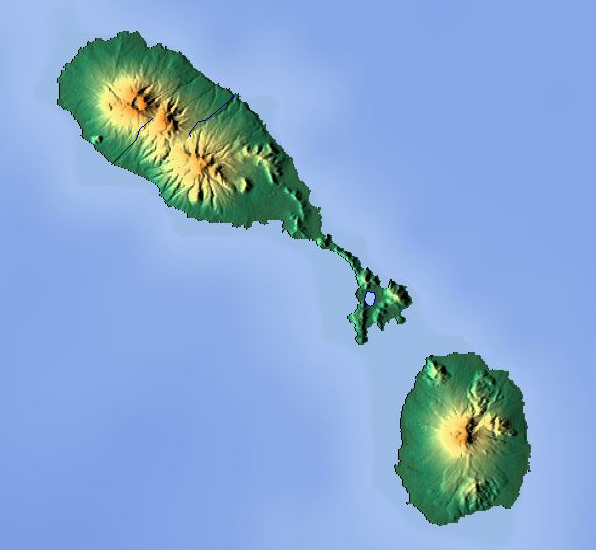
Mapa fizyczna Saint Kitts i Nevis

Saint Kitts i Nevis to państwo składające się z dwóch niewielkich wysp: Saint Christopher (Kitts) o powierzchni 168,4 km² i leżące 4 km na południowy wschód wyspy Nevis, która ma 93,2 km². W skład państwa wchodzi też niewielka wysepka Sombrero. Wyspa Saint Kitts posiadająca kształt owalu na nóżce (półwysep) ma średnio rozwiniętą linię brzegową, gdzie wyróżnić można zatoki: Saouth Friar's i Frigate od Morza Karaibskiego, oraz zatokę Half Moon od Oceanu Atlantyckiego. Wyspa Nevis ma słabo rozwiniętą linię brzegową, cechując się regularnym zarysem. Wybrzeża obu wysp są niemal na całej długości skaliste, a w niektórych miejscach mają postać niewysokich klifów. Występują także fragmenty plaż Wyspy rozdzielone są cieśniną Narrows.
Obie wyspy są pochodzenia wulkanicznego i są częścią czwartorzędowego łuku wulkanicznego Małych Antyli. Wyspy te są szczytowymi partiami podmorskich stożków wulkanicznych. Wyspy zbudowane są głównie z ze skał wulkanicznych – andezytów i zostały wyniesione ponad poziom morza w miocenie (Saint Kitts) i w pliocenie (Nevis). Na wyspach uzyskuje się sól z wody morskiej.
Obie wyspy są górzyste, gdzie na Saint Kitts najwyższy szczyt – wulkan Mount Liamuiga wznosi się na 1156 m n.p.m. Nevis jest niższa i najwyższy szczyt Nevis Peak wznosi się na 983 m n.p.m. Obszary nizinne ograniczają się jedynie do wybrzeża, kilkaset metrów od brzegu, teren szybko się podnosi i przechodzi w wulkaniczny górotwór wypełniający centralne obszary obu wysp.

## Klimat

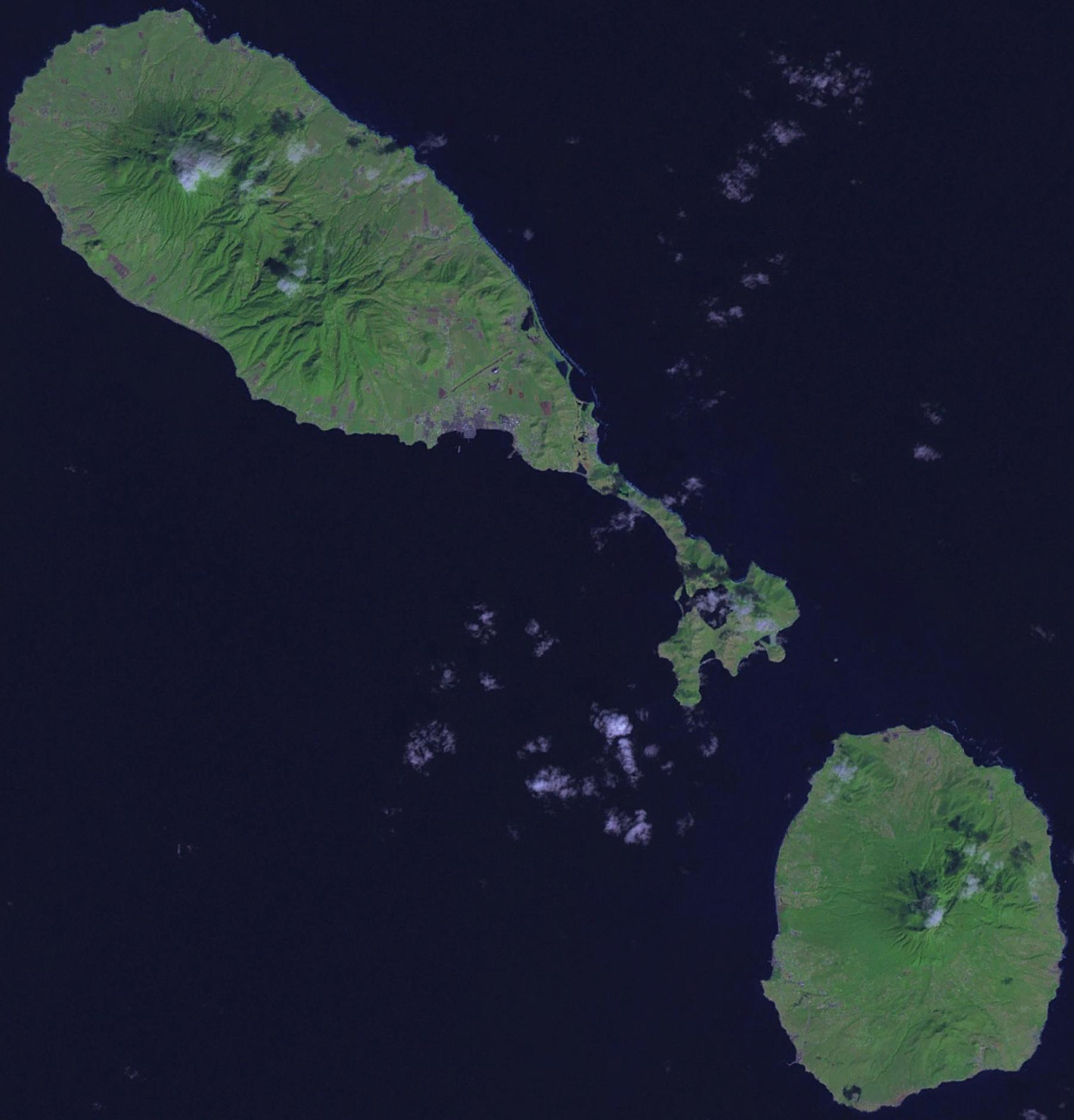
Zdjęcie satelitarne wysp

Wyspy leżą w strefie działania klimatu równikowego, gdzie wpływ na warunki atmosferyczne mają pasaty północno-wschodnie i ciepłe prądy morskie. Szerokość geograficzna ma niewielki wpływ (wyspy leżą 1800 km do równika), ale istotny na nasłonecznienie tego regionu. Słońce zimą świeci pod kątem 50°.
Temperatury ze względu na działanie akwenów morskich, nie jest nacechowana wartościami ekstremalnymi. Średnie wartości termiczne wynoszą 24-28 °C, a dobowe i roczne amplitudy są niewielkie.
Opady nie są wysokie, ale zróżnicowane regionalnie, uzależnione od działania pasatów. Północno-wschodnie obszary wysp otrzymują około 1500 mm rocznie, zaś zawietrzne stoki są suche i średnia roczna wynosi jedynie nieco ponad 400 mm. Wyspy każdego roku w okresie jesienno-letnim nawiedzane są przez huragany. Wyspy cechują się dosyć niską wilgotnością nieznacznie przekraczającą 70%.

## Wody
Sieć rzeczna jest uboga, występuje kilka krótkich o górskim charakterze rzek, które cechują się wysokim poziom zmienności wodostanu. Rzeki wypływają promieniście z wnętrza wysp. Brak jezior, jedynie w południowej części wyspy Saint Christopher leży słone jezioro Great Salt Pond. Na wyspach występują gorące źródła wód mineralnych. 

## Gleby
Wyspy należą do karaibskiej krainy glebowej. Przeważają bardzo żyzne gleby ferralitowe, pochodzenia wulkanicznego.

## Flora i fauna
Roślinność jest dobrze zachowana, ale w wielu miejscach występują tereny rolnicze, a obszary leśne obejmują jedynie 11% powierzchni kraju. Występują niewielkie obszary lasów równikowych rosnących na stokach gór. Powszechnym gatunkiem drzew są palmy kokosowe rosnące jako naturalna formacja roślinna jak i drzewo sadzone przez człowieka. Poza palmami rosną drzewa cytrynowe i tamaryndowce. W wodach przybrzeżnych rosną rafy koralowe.
Fauna jest uboga jeśli chodzi o ssaki, powszechne są jedynie małpy i gryzonie, brak dużych ssaków. Bogaty jest świat ptaków, zwłaszcza morskich. Na wybrzeżu i wodach przybrzeżnych występują różne gatunki skorupiaków i mięczaków. Świat zwierząt należy do antylskiej krainy neotropikalnej.